# Mansour Boutabout
Mansour Boutabout (en arabe : منصور بوتابوت) est un footballeur international algérien, qui possède également la nationalité française, né le 20 septembre 1978 au Creusot (France). Il évoluait au poste d'attaquant.

## Biographie
Après son retour d'une saison à l'USM Blida (Algérie) en juin 2010, Mansour Boutabout, invité par son compatriote Madjid Bougherra, s'entraîne en juillet 2010 avec les Glasgow Rangers. En mars 2011, il signe à l'AS Excelsior, à Saint-Joseph (La Réunion).
Il rejoint en janvier 2013 le Rodez Aveyron Football où il impressionne dès ses débuts en inscrivant 5 buts lors de ses 4 premiers matchs, participant ainsi activement au redressement du RAF dans le groupe C du championnat de CFA.
Il compte 22 sélections en équipe nationale entre 2003 et 2008.

## Carrière
- 1996-2000 :  FC Gueugnon (L2, 10 matchs, 3 but)
- 2000-2001 :  Ionikos Le Pirée (L2, 12 matchs, 1 but)
- 2001-2002 :  FC Gueugnon (L2, 4 matchs, 0 but)
- 2002-2003 :  FC Sète (Nat, 33 matchs, 2 buts)
- 2003-2004 :  FC Gueugnon (L2, 35 matchs, 1 buts)
- 2004-2005 :  Le Mans UC (L2, 26 matchs, 2 but)
- 2004-2005 :  FC Gueugnon (L2, 9 matchs, 1 but)
- 2005-2006 :  CS Sedan-Ardennes (L2, 39 matchs, 6 buts)
- 2006-2007 :  CS Sedan-Ardennes (L1, 22 matchs, 5 buts)
- 2007-2008 :  CS Sedan-Ardennes (L2, 36 matchs, 3 buts)
- 2008-2008 :  SCO Angers (L2, 10 match, 0 but)
- 2008-2009 :  KV Courtrai (L1) (4 matchs, 0 but)
- 2009-2010 :  USM Blida (D1) (3 matchs, 0 but)
- 2011- :  AS Excelsior (Division d'honneur, La Réunion) (30 matchs, 1 but)
- 2013-2015 :  Rodez AF (CFA) (79 matchs, 1 but)
- 2015-2016 :  US Colomiers[3],[4] (14 matchs, 0 but)
- 2016-2018 :  Avenir Fonsorbes (18 matchs, 0 but)

## En sélection
- Mansour Boutabout compte 22 sélections et 6 buts avec l'équipe d'Algérie.